# Бошча
Бошча представља део традиционалне народне ношње у разним деловима Србије као што су Мачва и Поцерина. Бошча представља кецељак који се облачио са предње стране преко сукње и који се правио од једне „струке” тачније поле. Ткана је јако збијено, досеже преко колена и шије се јако широко чак до седамдесет центиметара. Постојоле су две врсте бошче. Бошча „на парте” је у току ткања била прошаривана партама, тачније пругама црвене или неке друге боје. Постојале су бошче ткане „клот” и збијено рађене од црне основе и потке, на шта су се навезле вунице разних боја. Најређе су биле преклачане бошче.
Бошча код Срба у Гњилану, Косовској Каменици, Новом Брду и Витини на Косову је неизоставни део народне ношње жена. Некада су се ткале тако што се на разбоју направе два идентична дела и споје се на средини, а сада се ткају из једног дела. Бошче овог краја (Косовског Поморавља) деле се на горњоморавске, доњоморавске, криворечке, планинске и гњиланске. Горњоморавске бошче носе се у околини Витине и препознатљиве су по ситним цветним шарама. Дуге су до колена и уже су него оне у другим крајевима. Доњоморавске бошче носе се у 14 села општине Косовска Каменица и 2 села општине Гњилане: Божевце, Рајановце, Велико Ропотово, Мало Ропотово, Одовце, Панчело, Томанце, Петровце, Ранилуг, Доморавце, Глоговце, Горње Кормињане, Доње Кормињане, Дреновце, Кметовце и Добрчане. Имају хоризонтално ткане линије и најчешће су беле, украшене само цветним мотивима. Криворечке бошче се носе у околини Косовске Каменице, оне су великог обима, беле су са биљним шарама рађеним памучним концем и срмом. Планинске бошче су мањег обима од криворечких и носе се у околини Новог Брда. Карактеристичне су по томе што им је цела површина прекривена крупним цветним шарама. Гњиланске бошче се носе у околини Гњилана. Имају вертикалне линије, и богато су извезене разним биљним и зооморфним (животињским) шарама, а могу се видети и везени људи.
Бошче које су борде, црне, тамноплаве, тамнозелене боје носиле су старије удате жене и свекрве. Удате жене носиле су црвене бошче (алена бошча) и љубичасте бошче (јоргована). Беле и светлоплаве бошче носиле су неудате девојке. Невесте су носиле бошче које се зову "цветаче" или "бошче сас решетке". Кроз ове бошче се ушивала срмена трака "тељ" или златна жица. На доњем рубу бошче су се некада ушивали сребрни новчићи, стаклене перлице (манистра), шљокице (аспринке, сјајке) и чипка (ојама). Жене су носиле неколико бошчи једне преко других у исто време. Шаре на бошчама је било оно што су људи виђали док су радили на пољима и њивама. Шаре на бошчама зову се: лисичиќи, метличиќи, свињски очи, змиице, новобрдске руже, божури, коњи, синџирчиќи, голема гривка, мала гривка, алена ружа, голема, решетке, дубице...
Ткане бошче су се носиле код Хрвата Шокача у Сонти. Жене на овој територији су носиле бошчу која је представљала прегачу састављену од две водоравно спојене поле, од дебљег разобојног тифтик памука.
У неким крајевима као што је книнско село Голубић бошча представља мараму коју су носиле удате жене. Малу бошчу су носиле младе удате жене док су старије носиле велику бошчу направљену без украса од белог куповног платна.